# Vinicio Bravo
Vinicio Bravo Fentanes (* 15. November 1957 in Otatitlán, Veracruz), auch bekannt unter dem Spitznamen Vini, ist ein ehemaliger mexikanischer Fußballspieler auf der Position eines Verteidigers, der nach seiner aktiven Laufbahn eine Tätigkeit als Fußballtrainer begann.

## Laufbahn
Vinicio „Vini“ Bravo wurde im Nachwuchsbereich des Hauptstadtvereins Club América ausgebildet, bei dem er als Profispieler von 1978 bis 1986 unter Vertrag stand und mit dem er in den Spielzeiten 1983/84, 1984/85 und Prode 85 dreimal in Folge den Meistertitel gewann.
Als das 1985 neu gegründete Franchise Cobras Querétaro, ein Farmteam des Club América, 1986/87 in der ersten Liga spielte, wurde Bravo zu den Cobras delegiert. Nach deren Abstieg am Saisonende wechselte Bravo zum Tampico-Madero FC und beendete seine aktive Laufbahn in der Saison 1989/90 beim Club Atlante.
Nach seiner aktiven Laufbahn begann Bravo eine Trainertätigkeit und arbeitete längere Zeit im Trainerstab des Club América. 2007 war er als Cheftrainer für das América-Farmteam Socio Águila verantwortlich.

## Erfolge
- Mexikanischer Meister: 1983/84, 1984/85, Prode 85